# بيت ميلن
بيت ميلن (بالإنجليزية: Pete Milne)‏ هو لاعب كرة قاعدة أمريكي، ولد في 10 أبريل 1925 في موبيل في الولايات المتحدة، وتوفي بنفس المكان في 11 أبريل 1999.

## وصلات خارجية
- بيت ميلن على موقعبيزبول رفرنس.كوم (الدوري الرئيسي) (الإنجليزية)
- بيت ميلن على موقعبيزبول رفرنس.كوم (الدوري الثانوي) (الإنجليزية)